# خرائط صغيرة المقياس
الخرائط صغيرة المقياس هي الخرائط التي مقياس رسمها 250.000 فأصغر، وتعرض مساحات كبيرة من الأرض في خرائط ذات مساحة صغيرة مثل خريطة العالم وخريطة القارات ويكثر استخدام خرائط صغيرة المقياس في الأطالس والكتب المدرسية، تظهر عليها المعالم الكبيرة كالمدن الكبيرة والأنهار الكبيرة، والدول والحدود.